# Александър Филимонов
Александър Филимонов е руски футболен вратар. Най-известен е с изявите си в Спартак (Москва) в края на 90-те години на XX век. Има 16 мача за националния отбор на Русия.

## Кариера
Първият професионален тим на Филимонов е Стал (Чебокраси). През 1991 играе в Дружба (Йошкар-Ола) и дори отбелязва един гол. През 1992 преминава във Факел Воронеж. Филимонов става титуляр, но отборът изпада от висшата дивизия. През 1993 четвъртият в РФПЛ Текстилшик Камишин привлича младият вратар в редиците си. Той успява да запише мачове в Купата на УЕФА през 1994/95. Тогава той е повикан и в олимпийския отбор на Русия. През 1996 е взет в Спартак (Москва) със свободен трансфер за заместник на Станислав Черчесов. Конкурент на Филимонов за титулярното място е татаринът Руслан Нигматулин. Все пак Александър успява да се закрепи в титулярния състав на „червено-белите“. Александър става шампион на страната 6 пъти и играе основна роля за успехите на Спартак в Шампионската лига срещу грандове като Реал Мадрид и Интер Милан. На 25 март 1998 дебютира за Русия в мач срщу Франция, завършил 1 – 0 за „Сборная“. На 9 октомври 1999 в мач срещу Украйна, Филимонов допуска непростима грешка, след пряк свободен удар на Андрий Шевченко. След като този мач завършва 1 – 1, Русия не се класира на Евро 2000.
През 2001 от Сент-Етиен е привлечен украинецът Максим Левицкий, който става първи избор на Олег Романцев под рамката на вратата. За половин година Филимонов съвсем изгубва мястото си. Той е продаден на Динамо Киев, но там изиграва само 4 срещи поради наличието на украинските национали Виталий Рева и Олександър Шовковский. Участва на Мондиал 2002, но не записва нито един мач.
След провалът на Филимонов в Динамо, през 2002 той подписва с Уралан Елиста. Там се бори за мястото си с Юрий Окрошидзе. Двамата получават почти равен шанс и игрово време. Филимонов става капитан на отбора, но е закотвен на пейката през 2003. След като Уралан изпадат, той отива във ФК Москва. През целия сезон 2004 Александър е титуляр, изигравайки 26 мача. През сезон 2005 голямата конкуренция прави Филимонов чак трети вратар. Беларуският талант Юрий Жевнов и опитният Сергей Козко са предпочитани пред него. През зимата на 2007 отива в кипърския Неа Саламина, изигравайки 12 мача. През март 2008 Филимонов подписва с Кубан от 1 дивизия. След като треньорът Александър Тарханов подава оставка, Филимонов е резерва на Алексей Степанов. На 7 януари 2008 договорът му е разтрогнат. През януари 2009 поддържа форма с ФК Химки, но не подписва договор. През март 2009 подписва с Локомотив (Ташкент), където играе до края на 2010. Изиграва 23 срещи. През 2011 се подвизава в ЛФЛ с екипа на Долгие Пруди. В декември същата година Дмитрий Аленичев го привлича в Арсенал Тула. През юни 2012 е избран за играч на сезона от феновете. Отборът на Арсенал бързо прогресира и за 3 години от ЛФЛ достига до Премиер-лигата. На 7 август 2014 г. Филимонов изиграва първия си мач в РФПЛ след близо 10 години, но отбора му губи от Зенит с 0:4.

## Плажен футбол
От 2011 Александър Филимонов е състезател на отбора по плажен футбол на Локомотив (Москва). Става шампион на Русия и е обявен за най-добър вратар на турнира. Заедно със съотборника си Андрей Бухлицкий са национални вратари на Русия. На турнира Евролига 2011 изиграва 3 мача, в които допуска 1 гол. Русия печели турнира. Участва и на световното първенство, като става шампион с отбора на „сборная“. На 26 ноември печели междуконтиненталната купа.